# رابطة مشاركة المختبرات
رابطة مشاركة المختبرات عبارة عن مبادرة لمشاركة المختبرات تم تأسيسها عن طريق وزارة التعليم والتوظيف وعلاقات مكان العمل في أستراليا الاتحادية عن طريق صندوق التنوع والتعديل الهيكلي  وفرته الجامعات الخمس التابعة للشبكة الأسترالية للتكنولوجيا، وهي: جامعة جنوب أستراليا ومعهد ملبورن الملكي للتكنولوجيا وجامعة سيدني للتكنولوجيا وجامعة كورتين للتكنولوجيا وجامعة كوينزلاند للتكنولوجيا، التي دعمت المشاركة الوطنية للمختبرات البعيدة على أنها رابطة لجامعات الشبكة الأسترالية للتكنولوجيا والفكرة هي أن تتم مشاركة المختبرات عن بُعد.
وكانت جامعة جنوب أستراليا هي أول من أسست مختبرًا شبكيًا عن بُعد في عام 2008.

## وصلات خارجية
- الموقع الرسمي
- Netlab from University of South Australia
- Open source code to Sahara